# Sonerila papuana
Sonerila papuana är en tvåhjärtbladig växtart som beskrevs av Célestin Alfred Cogniaux. Sonerila papuana ingår i släktet Sonerila och familjen Melastomataceae. Inga underarter finns listade i Catalogue of Life.